# Dinastia Tang
La dinastia Tang (唐朝T, TángcháoP, 618-907) seguì la dinastia Sui, che aveva riportato l'unità politica in Cina, e fu seguita da un'epoca di disunione nota come il periodo delle Cinque dinastie e dieci regni.
Gli effetti del suddetto consolidamento iniziano a notarsi sotto l'imperatore Tai Zong (627 – 649), che ristabilisce il protettorato cinese sulla regione del bacino del Tarim (Asia centrale). Egli unisce la casa imperiale del Tibet alla Cina tramite matrimonio, intraprende la conquista della Corea e mantiene relazioni con il Giappone e i reami del Funan e del Champa. Con l'imperatore Xuan Zong (713-756) la Cina conosce un periodo di pace e prosperità, che favorisce il fiorire di produzioni artistiche.

## Imperatori della dinastia Tang
| Nome templare (miao hao) 廟;號                                               | Nome personale                     | Anni di regno | Nome dell'era (Niánhào 年號) ed intervallo di anni corrispondente |
| ---------------------------------------------------------------------------- | ---------------------------------- | ------------- | --- |
| Gao Zu (Kao-Tsu) (高祖)                                                      | 李淵 li yuan                       | 618-626       | Wude (武德 wu de) 618-626 |
| Tai Zong (Tai-Tsung) (太宗 tai zong)                                         | 李世民 li shi min                  | 627-649       | Zhenguan (貞觀 zhen guan) 627-649 |
| Gao Zong (Kao-Tsung) (高宗 gao zong)                                         | 李治 li zhi                        | 650-683       | Yonghui (永徽 yong hui) 650-655 Xianqing (顯慶 xian qing) 656-661 Longshuo (龍朔 long shuo) 661-663 Linde (麟德 lin de) 664-665 Qianfeng (乾封 qian feng) 666-668 Zongzhang (總章 zong zhang) 668-670 Xianheng (咸亨 xian heng) 670-674 Shangyuan (上元 shang yuan) 674-676 Yifeng (儀鳳 yi feng) 676-679 Tiaolu (調露 tiao lu) 679-680 Yonglong (永隆 yong long) 680-681 Kaiyao (開耀 kai yao) 681-682 Yongchun (永淳 yong chun) 682-683 Hongdao (弘道 hong dao) 683 |
| Zhong Zong (Chung-Tsung) (中宗 zhong zong), deposto da Wu Hou                | 李顯 li xian o Li Zhe\|李哲 li zhe | 684           | Sisheng (嗣聖 si sheng) 684 Shenlong (神龍 shen long) 705-707 Jinglong (景龍 jing long) 707-710 |
| Rui Zong (Jui-Tsung) (睿宗 rui zong), deposto da Wu Hou                      | 李旦 li dan                        | 684-690       | Wenming (文明 wen ming) 684-690 Jingyun (景雲 jing yun) 710-711 Taiji (太極 tai ji) 712 Yanhe (延和 yan he) 712 |
| Dinastia Zhou (690-705)                                                      |                                    |               | |
| Wu Ze Tian (武則天 wu ze tian) (nessun nome templare ufficiale)              | 聖神 sheng shen                    | 690-705       | ianshou (天授 tian shou) 690-692 Ruyi (如意 ru yi) 692 Changshou (長壽 chang shou) 692-694 Yanzai (延載 yan zai) 694 Zhengsheng (證聖 zheng sheng) 695 Tiancewansui (天冊萬歲 tian ce wan sui) 695-696 Wansuidengfeng (萬歲登封 wan sui deng feng) 696 Wansuitongtian (萬歲通天 wan sui tong tian) 696-697 Shengong (神功 shen gong) 697 Shengli (聖曆 sheng li) 698-700 Jiushi (久視 jiu shi) 700 Daju (大足 da ju) 701 Changan (長安 chang an) 701-705              |
| Continuazione della dinastia Tang                                            |                                    |               | |
| Zhong Zong (Chung-Tsung) (中宗 zhong zong), riprende il trono                | 李顯 li xian o Li Zhe\|李哲 li zhe | 705-710       | Sisheng (嗣聖 si sheng) 684 Shenlong (神龍 shen long) 705-707 Jinglong (景龍 jing long) 707-710 |
| Shang Di (殤帝 shang di) o Shao Di (少帝 shao di) vedi nota sotto la tabella | 李重茂 li chong mao                | 710           | Tanglong (唐隆 tang long) 710 |
| Rui Zong (Jui-Tsung) (睿宗 rui zong), riprende il trono                      | 李旦 li dan                        | 710-712       | Wenming (文明 wen ming) 684-690 Jingyun (景雲 jing yun) 710-711 Taiji (太極 tai ji) 712 Yanhe (延和 yan he) 712 |
| Xuan Zong (玄宗 xuan zong)                                                   | 李隆基 li long ji                  | 712-756       | Xiantian (先天 xian tian) 712-713 Kaiyuan (開元 kai yuan) 713-741 Tianbao (天寶 tian bao) 742-756 |
| Su Zong (肅宗 su zong)                                                       | 李亨 li heng                       | 756-762       | Jide (至德 zhi de) 756-758 Qianyuan (乾元 qian yuan) 758-760 Shangyuan (上元 shang yuan) 760-761 |
| Dai Zong (代宗 dai zong)                                                     | 李豫 li yu                         | 762-779       | Baoying (寶應 bao ying) 762-763 Guangde (廣德 guang de) 763-764 Yongtai (永泰 yong tai) 765-766 Dali (大曆 da li) 766-779 |
| De Zong (德宗 de zong)                                                       | 李适 li gua                        | 780-805       | Jianzhong (建中 jian zhong) 780-783 Xingyuan (興元 xing yuan) 784 Zhenyuan (貞元 zhen yuan) 785-805 |
| Shun Zong (順宗 shun zong)                                                   | 李誦 li song                       | 805           | Yongzhen (永貞 yong zhen) 805 |
| Xian Zong (憲宗 xian zong)                                                   | 李純 li chun                       | 806-820       | Yuanhe (元和 yuan he) 806-820 |
| Mu Zong (穆宗 mu zong)                                                       | 李恆 li heng                       | 821-824       | Changqing (長慶 chang qing) 821-824 |
| Jing Zong (敬宗 jing zong)                                                   | 李湛 li zhan                       | 824-826       | Baoli (寶曆 bao li) 824-826 |
| Wen Zong (文宗 wen zong)                                                     | 李昂 li ang                        | 826-840       | Baoli (寶曆 bao li) 826 Dahe (大和 da he) o Taihe (tai he 太和) 827-835 Kaicheng (開成 kai cheng) 836-840 |
| Wu Zong (武宗 wu zong)                                                       | 李炎 li yan                        | 840-846       | Huichang (會昌 hui chang) 841-846 |
| Xuan Zong (宣宗 xuan zong)                                                   | 李忱 li chen                       | 846-859       | Dachong (大中 da chong) 847-859 |
| Yi Zong (懿宗 yi zong)                                                       | 李漼 li cui                        | 859-873       | Dachong (大中 da chong) 859 Xiantong (咸通 xian tong) 860-873 |
| Xi Zong (僖宗 xi zong)                                                       | 李儇 li xuan                       | 873-888       | Xiantong (咸通 xian tong) 873-874 Qianfu (乾符 qian fu) 874-879 Guangming (廣明 guang ming) 880-881 Zhonghe (中和 zhong he) 881-885 Guangqi (光啟 guang qi) 885-888 Wende (文德 wen de) 888 |
| Zhao Zong (昭宗 zhao zong)                                                   | 李曄 li ye                         | 888-904       | Longji (龍紀 long ji) 889 Dashun (大順 da shun) 890-891 Jingfu (景福 jing fu) 892-893 Qianning (乾寧 qian ning) 894-898 Guanghua (光化 guang hua) 898-901 Tianfu (天復 tian fu) 901-904 Tianyou (天佑 tian you) 904 |
| Ai Di (哀帝 ai1 di4) o 昭宣帝 zhao1 xuan1 di4 vedi nota sotto                | 李柷 li zhu                        | 904-907       | Tianyou (天佑 tian you) 904-907 |

Shao Di (少帝 shao di), Ai Di (哀帝 ai di) e 昭宣帝 Zhao Xuan Di sono nomi postumi. Una nuova colonna solo per tre nomi postumi comunemente utilizzati non è stata creata dal momento che gli altri imperatori Tang sono designati comunemente usando i nomi templari.

## Storia

Li Yuan Gaozu, fondatore della dinastia Tang

I Tang regnarono sulla Cina per 289 anni. Tutto ha inizio nel 617 con Li Yuan Gaozu, comandante della guarnigione di Taiyuan nello Shanxi. Il generale sottoscrive un'alleanza con i Turchi orientali e marcia su Chang'an, la capitale imperiale, espugnandola. Nel 617, in un primo momento mette sul trono un nipote dell'imperatore Yang Guang, ultimo della dinastia Sui. Ma il comandante cambia rotta l'anno successivo, a cinque mesi dalla morte del vecchio sovrano: Li Yuan indossa la corona e fonda la dinastia Tang. Fino al 625 si dedica a consolidare il potere e a reprimere ogni ribellione.
L'intero periodo dei quasi tre secoli di storia Tang è diviso in tre parti: l'ascesa al potere e il consolidamento; la rivolta di Anshi; il declino.

### Il Periodo (626-704)
Nel 626, Li Yuan Gaozu abdica in favore di Taizong Li Shimin, suo figlio; una successione turbolenta, in quanto il giovane monarca non era destinato al governo, ma riesce a diventare il primo in linea di successione facendo assassinare il fratello maggiore.
Il primo problema da affrontare è l'invasione dai domini turchi. I Turchi arrivano quasi sino alla capitale cinese e l'imperatore Li Shimin riesce a fermarli dopo intense trattative e il pagamento di un riscatto. I rapporti resteranno tesi con i Turchi, tanto che fino al 628 gli scontri sono continui. Il monarca cinese riesce però in un'impresa decisiva per fronteggiare Xieli, condottiero (Khaghan) turco, riconoscendo come sovrano di quella regione proprio un rivale del grande nemico. Sempre nel 628 avviene lo scontro decisivo, che determina la sconfitta di Xieli e la sua deportazione a Chang'an. Si apre così la strada alla piena integrazione dei turchi nell'Impero cinese.
Nel 640, dopo una campagna di conquista, entrano a far parte del dominio cinese altri tre regni: Karakhoja (o Gaochang; i resti maestosi della città si trovano a 46 chilometri a sud est di Turpan), Karashahr e Kucha (nord ovest della Cina, presso il bacino del fiume Tarim, è stata un importante centro carovaniero sulla via della seta). Alla sua morte, l'imperatore Taizong Li Shimin viene seppellito in una tomba protetta dalle statue di 14 re vassalli, dai khan del Turkestan, al re di Champa (l'Annam che secoli dopo farà parte dell'Indocina francese).

Il Confucianesimo torna a rifiorire, crescendo nei circoli educativi. I canoni del Confucianesimo richiedono lo studio da parte di tutti i candidati a cariche pubbliche. In questo modo le scuole della capitale attraggono molti studenti dalle terre dell'impero e oltre.

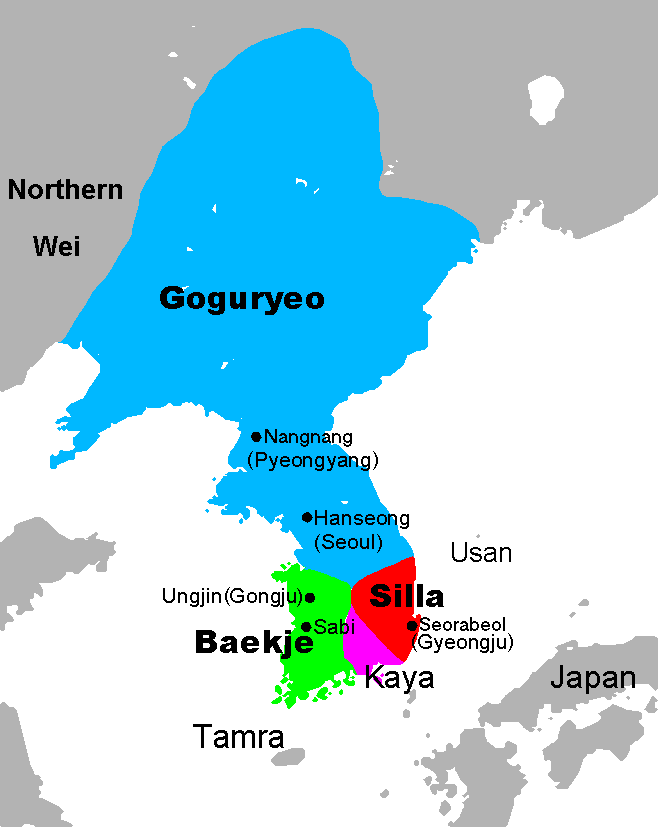
I tre antichi regni della Corea

In Cina arrivano missionari di altre terre che iniziano a predicare la Cristianità nestoriana, il Mazdeismo e il Manicheismo, costruendo chiese e templi e traducendo i loro testi sacri. Contemporaneamente i buddisti cinesi vanno alla ricerca del loro credo e aumentano gli scambi e i soggiorni in India e a Ceylon: Una sorta di "canale" religioso che rispecchia gli scambi culturali e commerciali della Cina anche con lontane regioni del mondo. Tuttavia tutto si interromperà con la fine della Dinastia Tang.

Nel 649 sale al trono Li Zhi (Gao zong), noto tra le altre cose per la sua campagna di conquista dei turchi occidentali, e nel 655 viene proclamata imperatrice Wu Zhao al posto dell'imperatrice Wang. Nel corso del conflitto con il regno di Goguryeo (in giapponese Kôkuri, antico regno nella parte settentrionale della penisola coreana, 33 a.C.-668 d.C.), l'imperatore viene colpito da paralisi e viene a tutti gli effetti soppiantato dall'imperatrice Wu Zhao. Nel 668 le truppe imperiali occupano Pyongyang, capitale del regno Goguryeo. Alleato in questa guerra è lo Stato di Silla (uno dei tre antichi regni coreani) che colpisce Goguryeo dal meridione annettendo i territori del sud e unificando così l'intera regione della Corea.
Breve regno, nel 683, dell'imperatore cinese Zhongzong (figlio di Wu Zhao), accusato però, almeno in questa prima fase, di risentire troppo dell'influenza della consorte; perciò gli viene preferito Ruizong. Da quel momento inizia un periodo di grande incertezza, ribellioni e coesistenza di due dinastie.
Nel 684 Li Jingye e suo fratello Li Jingyou, importanti ministri dell'impero, scatenano una rivolta per il ritorno sul trono di Zhongzong; sei anni dopo l'energica Wu Zhao sposta la capitale a Luoyang e fonda la dinastia Zhou.

### II periodo (705-755)

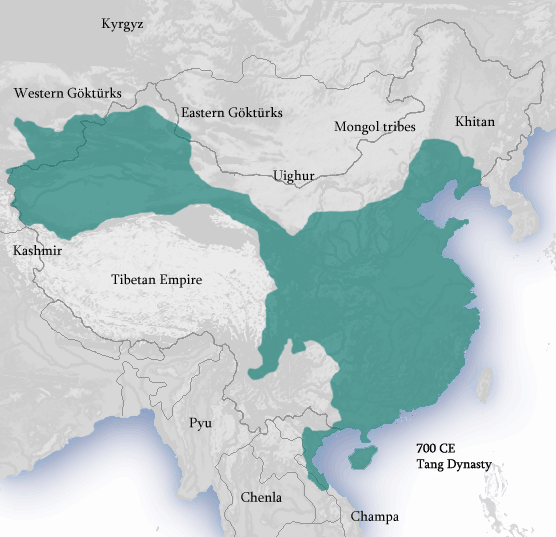
Dominio della Dinastia Tang

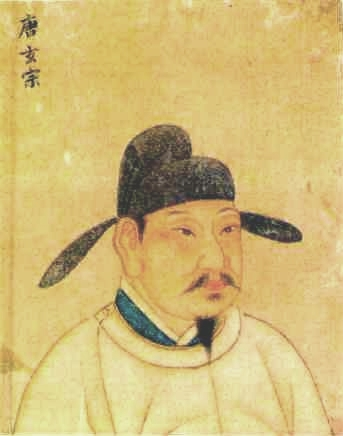
L'imperatore Tang Li Longji Xuan Zong

La situazione precipita nel 705. Per sei anni saranno le donne del Palazzo, le più vicine ai monarchi, a decidere le sorti del governo. Gli intrighi di Corte, le alleanze insospettabili e i giochi all'interno della parentela imperiale, diventano micidiali e mortali. Un gruppo nutrito di cospiratori irrompe nel Palazzo, uccide i ministri dell'imperatrice Wu Zhao che fa abdicare in favore di Zhongzong. A Corte la corruzione dilaga, il governo sembra in effetti più in mano a Wei, moglie del nuovo imperatore. La prima vittima è proprio il monarca, avvelenato dalla stessa consorte. Tocca poi a Wei, uccisa, o fatta uccidere, da un'altra donna, figlia di sua suocera, la famosa Wu Zhao che, indirettamente, ritorna alla ribalta dei giochi politici. L'assassina o committente dell'assassinio è Taiping, sorella, per parte di madre, del defunto imperatore Zhong Zong. Partecipa al delitto anche Li Longji (Xuan Zong), figlio di Ruizong (che nel 683 aveva già soppiantato Zhong Zong). Sarà proprio quest'ultimo a cingere la corona e a decidere la nomina di governatori militari permanenti con larghi poteri. Li Lonji salirà al trono dopo il padre, nel 712 e sarà lui un anno dopo a reprimere ogni velleità della stirpe della famigerata Wu Zhao: ne fa uccidere la figlia, quella stessa Taiping che prima era stata utile per la corsa al trono. Nel periodo di regno di Xuan Zong il predominio della Cina sull'Asia centrale ed orientale divenne vera e propria supremazia su queste regioni, infatti l'impero cinese accrebbe le sue zone d'influenza, fino a Kabul, a Taškent e al Kashmir, e s'alleò con Sogdiana e Bucara contro gli Arabi. Nel 715 la superficie controllata era di 13,72 milioni di km2, costituendo il più vasto impero mai visto fino allora nel mondo.

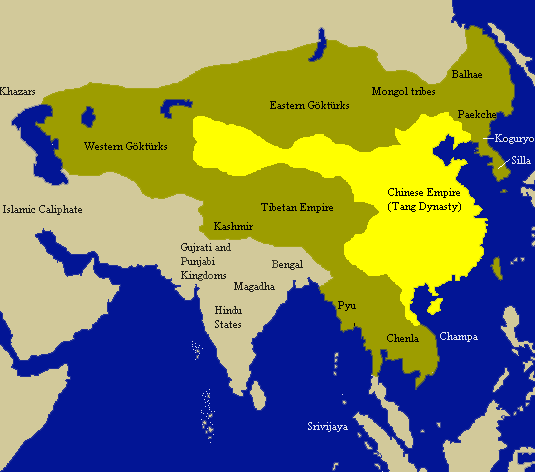
Impero cinese sotto la Dinastia Tang e regni vicini

La situazione rimane turbolenta fino al 755, caratterizzata dalla lotta per il potere fra i più alti funzionari. Compare a Corte Yang Yuhuan che diventerà la favorita dell'imperatore Li Lonji Xuanzong, donna molto giovane, 22 anni e dal grande fascino, discendente dell'antica Dinastia Sui. È proprio lei a riscaldare ulteriormente gli animi e a scatenare altre lotte intestine a Palazzo promuovendo suoi parenti ad alte cariche, con conseguenti gelosie e risentimenti da parte di altri cortigiani e famiglie influenti. Contemporaneamente iniziano a scatenarsi incursioni dal Tibet e dall'Asia centrale, attacchi che mettono in difficoltà le truppe cinesi. Solo nel 746 il generale coreano Gao Xianzhi allestisce e guida una controffensiva contro i Tibetani, operazione che viene ripetuta nel 750.
Il declino però è inevitabile e nello stesso 750, durante una battaglia sul fiume Talos, i turchi mettono in ginocchio l'armata cinese.
Il generale An Lushan intende eliminare il nuovo Gran Consigliere Yang Guozhong che detiene le leve del potere. Così il condottiero che ha sotto il suo comando le prefetture di Pinglu e Fangyang nel nordest della Cina, allestisce un'armata e si ribella al potere centrale (la Ribellione di An Lushan o Anshi) proclamandosi imperatore nella città di Luoyang e fondando la dinastia dei Grandi Yan. Va male per l'imperatore Li Lonji che nel 755 vede il suo esercito distrutto. Di conseguenza il monarca decide di fuggire dalla capitale per rifugiarsi nel Sichuan. Contemporaneamente perde la vita il Gran Consigliere Yang Guozhong, ucciso dalla sua stessa scorta mentre segue l'imperatore. Muore anche la gran favorita e “sposa preziosa” o Guifei (concubina di massimo livello) del monarca, Yang Yuhuan, considerata dai dignitari imperiali fra le cause principali del disastro: l'imperatore viene costretto a decretarne la morte.

### III periodo (757-907)
È un momento estremamente confuso, di piena lotta per il potere che finirà per favorire il susseguirsi di personaggi auto proclamatisi imperatori. La contrapposizione forte è fra i partiti di Niu e di Li, senza escludere gli eunuchi così vicini al potere centrale.
Il ribelle An Lushan viene ucciso dal figlio, An Qingxu, nel 757 e quest'ultimo si proclama imperatore. I vecchi commilitoni del grande generale si ribellano e scelgono Shi Siming come capo. In breve, i ribelli lottano fra loro. È il momento per le truppe imperiali di riconquistare terreno e ci riescono riconquistando la capitale Chang'an e Luoyang.
Shi Siming sembra sottomettersi all'imperatore Su Zong, figlio del vecchio monarca Li Lonji Xuanzong, ma torna a ribellarsi nel 759. Due anni dopo, sconfitto, Shi Siming viene ucciso dal figlio. Nel 762 l'imperatore Su Zong riprende il controllo del territorio, ma muore. Al suo posto sale al trono Dezong o Dai Zong.
Non c'è pace nell'impero. Un grosso colpo viene nel 763 quando le truppe tibetane occupano la capitale Chang'an, mettendo in fuga la corte. I governatori delle provincie hanno accumulato ormai troppo potere e quello che avviene nel 781 ne è un chiaro segno. Muore il governatore della regione di Chengde che pochi anni prima era stato al fianco del generale ribelle An Lushan. L'imperatore Dezong non conferma la successione alla stessa carica del figlio del governatore: scoppiano diverse rivolte che impegneranno le truppe imperiali per tre anni.

Nell'806 diventa imperatore Xianzong, protagonista di riforme amministrative tese a limitare lo strapotere e l'enorme indipendenza militare dei governatori, ma nell'820 l'azione del monarca viene bloccata: Xianzong viene ucciso da un eunuco.
Durante la rivolta contadina di Henan nell'875 un mercante, Huang Chao, si mette a capo della sollevazione. Nell'881 le sue truppe riescono persino a prendere la capitale e il leader della sommossa si proclama imperatore fondando la Dinastia Qi. Un successo che non dura molto. Sconfitto più volte dall'esercito regolare dell'impero, Huang Chao si uccide.
A dare il colpo di grazia alla dinastia Tang sarà invece il generale Zhu Wen. Il comandante militare si allea con il primo ministro Cui Yin e intende eliminare per sempre lo strapotere degli eunuchi che riesce a trucidare nel 903. L'anno dopo il generale fa uccidere l'imperatore Zhaozong e mette sul trono un uomo da lui direttamente manovrato, l'imperatore-fantoccio Zhaoxuan. Una situazione che dura appena tre anni. La vera mira del condottiero è impossessarsi della corona dopo il consolidamento del potere militare. Il disegno si compie nel 907 quando Zhu Wen si proclama imperatore. Nasce così la "dinastia dei Liang Posteriori", la prima delle Cinque Dinastie. La capitale viene trasferita da Chang'an a Kaifeng. In quel momento i Tang cessano di esistere.

## Le arti all'epoca della dinastia Tang

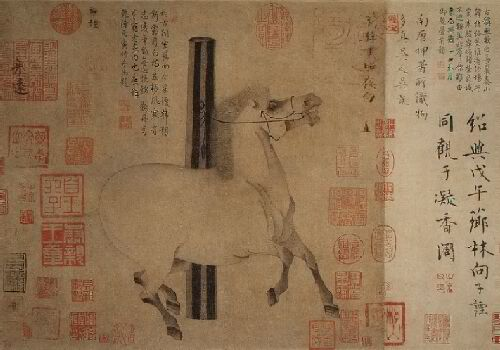
“Magico Cavallo bianco” - dinastia Tang (618–907). Attribuito al pittore Han Gan (706-783) che lo avrebbe dipinto fra il 742 e il 756. Inchiostro su carta; dimensioni 30,8 x 34 cm

Durante l'epoca Tang, l'arte si distingue per dignità, realismo e vigore incomparabili. Nella cosmopolita e potente capitale Changan regna una grande tolleranza religiosa. L'espansione del buddhismo favorisce l'origine di numerose fondazioni religiose e di un'arte scultorea e pittorica estremamente varia. Sia le persecuzioni religiose dell'845, sia le rivolte e guerre causano la distruzione della maggior parte delle opere.
Come testimonianza rimane solo il complesso delle grotte Dunhuang, dove affreschi e insegne su seta e canapa attestano i progressi della pittura buddhista provinciale. Recenti scavi nella regione di Changan, oggi Xi'an nello Shanxi, hanno portato alla luce diversi sepolcri imperiali decorati con pitture, tra cui spiccano gli affreschi della tomba della principessa Yongtai, morta nel 701, che con tratti leggeri di tono scuro, ravvivati da colori, essi raffigurano l'incontro di dame di corte circondate da serve, danzatrici e suonatrici.

### Pittura
La corte sontuosa dei Tang attira i più celebri pittori; ii loro nomi ci sono rivelati da dei documenti letterari insieme all'elenco delle loro opere, di cui ben poche sono giunte sino a noi. Tra esse ricordiamo il rotolo dei Tredici Imperatori, conservato al museo di belle arti di Boston e attribuito al pittore Yan Liben. Si tratta di un documento molto prezioso per l'arte del ritratto cinese.

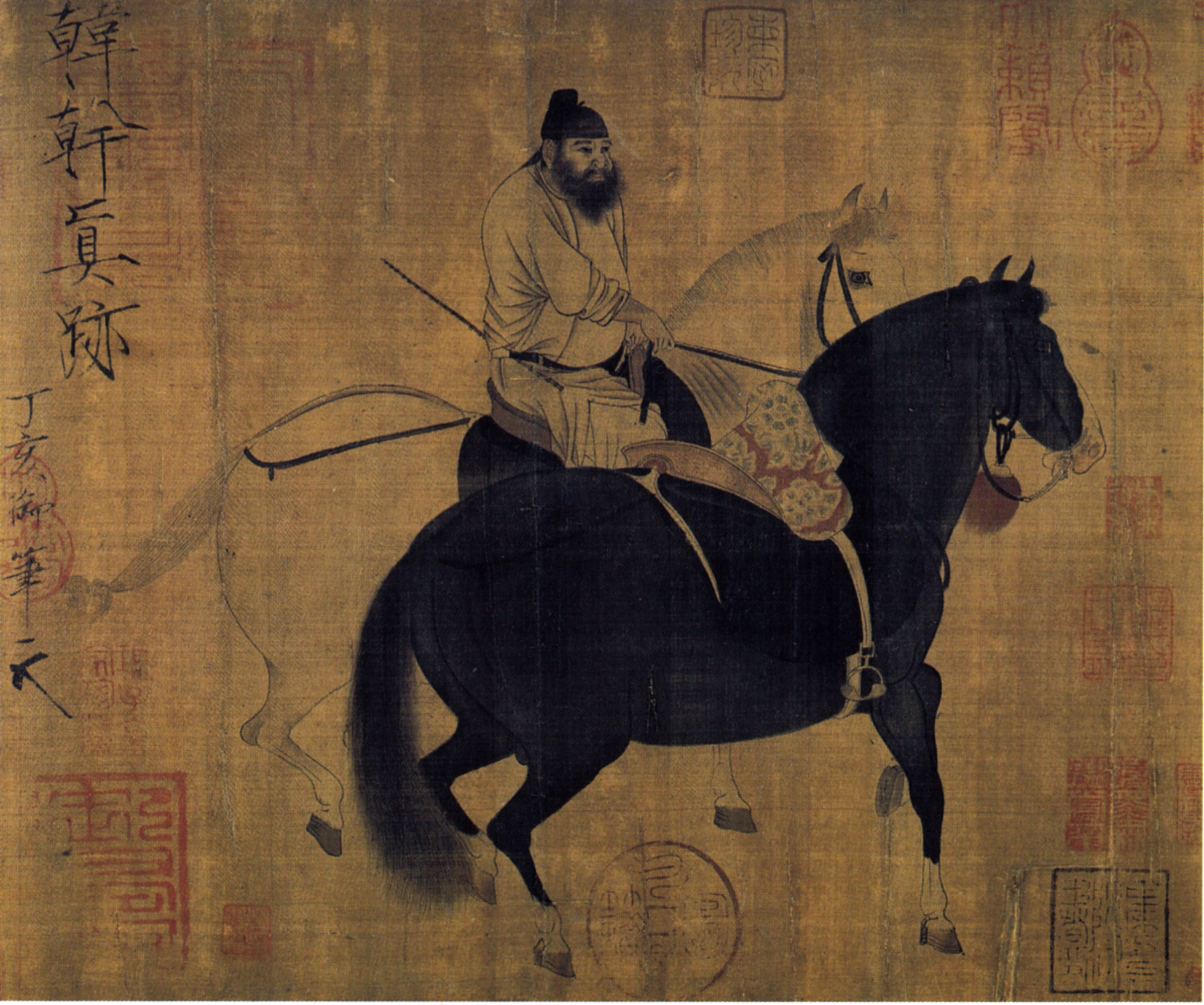
Cavalli e palafreniere - dinastia Tang (618–907). Attribuito al pittore Han Gan (706-783) che lo avrebbe dipinto fra il 742 e il 756

La pittura Tang raggiunge livelli elevatissimi nell'ambito del paesaggio, che troverà poi piena affermazione sotto i Song. Wang Wei (700 – 760), considerato il creatore del paesaggio monocromatico, fu influenzato dalla dottrina buddhista chan, il suo stile vigoroso si oppone a quello, più minuzioso, di Li Zhaodao i cui tocchi leggeri dai vivi colori, rivelano una tendenza più realistica.
Il grande classico della pittura cinese è Wu Daozi che esprime lo spirito del soggetto attraverso un tratto vigoroso e potenti inchiostrazioni.

Celebri i cavalli ritratti dal pittore Han Gan (c.706 - 783). All'inizio lavorava nei ristoranti come giovane aiutante imparando da solo l'arte della pittura. I suoi dipinti ritraggono nei dettagli la vita dell'epoca e frequentemente immagini dei cavalli delle stalle reali.

### Scultura
Anche la scultura rivela una padronanza e un vigore straordinari, come testimoniano i sei cavalli in bassorilievo che decorano la tomba dell'imperatore Taizong. La statuaria buddhista conserva il suo alto livello artistico testimoniato dalla statua colossale del Buddha delle grotte di Longmen (Henan).
Il realismo proprio dell'epoca Tang è testimoniata dai dvārapāla, guardiani dei santuari, con i loro atteggiamenti agitati e la muscolatura molto marcata.
Le statuine di terracotta, mingqi, offrono una viva immagine dei costumi sotto i Tang e spesso rappresentano delle dame di corte, danzatrici o suonatrici molto apprezzate per la grazia e l'eleganza dei gesti e del portamento. Sono spesso dipinte con pigmenti minerali su ingobbio bianco o rivestite di vetrini policromi.

### Sculture buddiste dei Tang

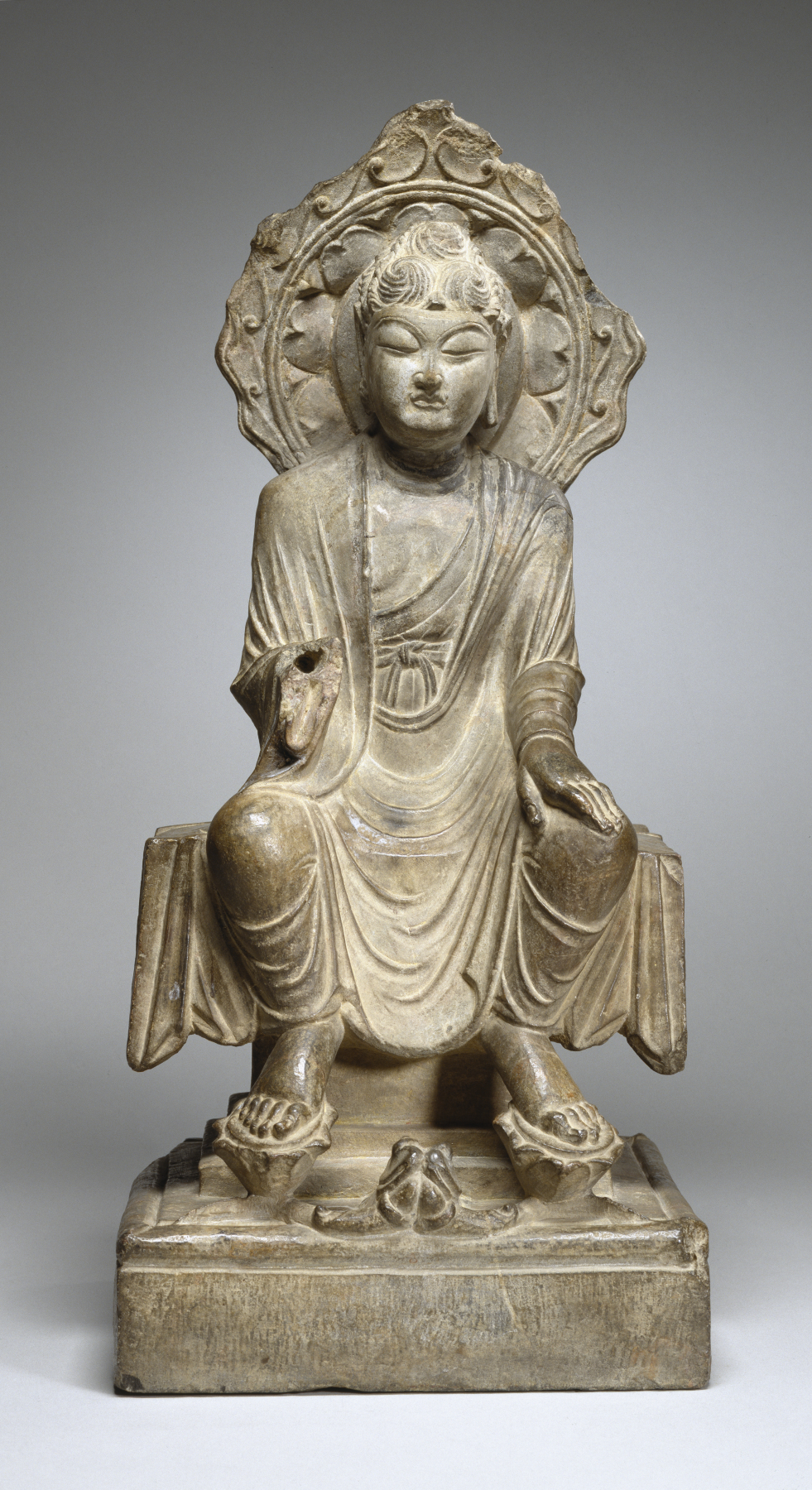
Statue del budda Maitreya, inizio VIII secolo, Walters Art Museum.
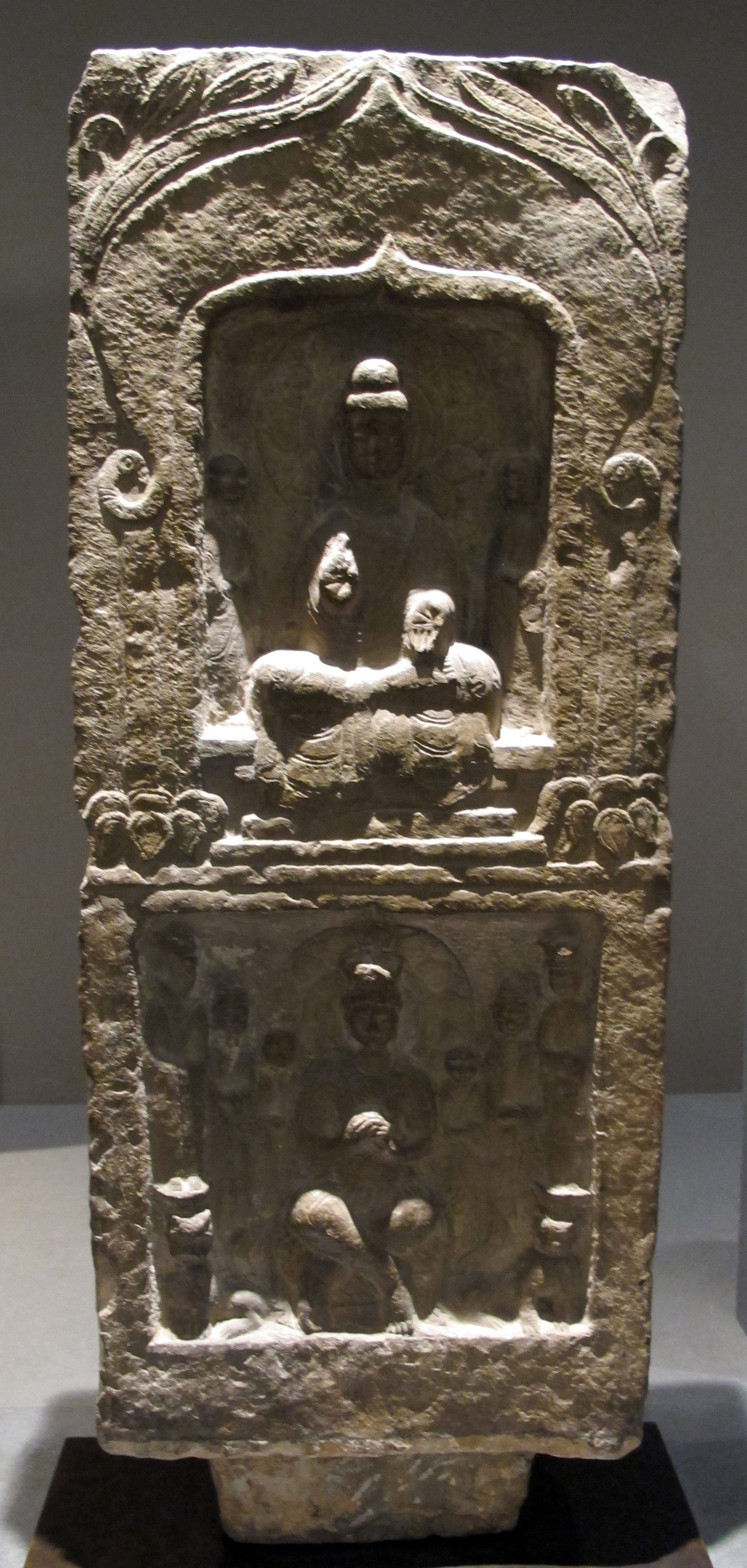
Stele su due registri rappresentanti i budda Shakyamuni e Maitreya, VIII secolo e/o IX secolo, Museo Cernuschi (Parigi).
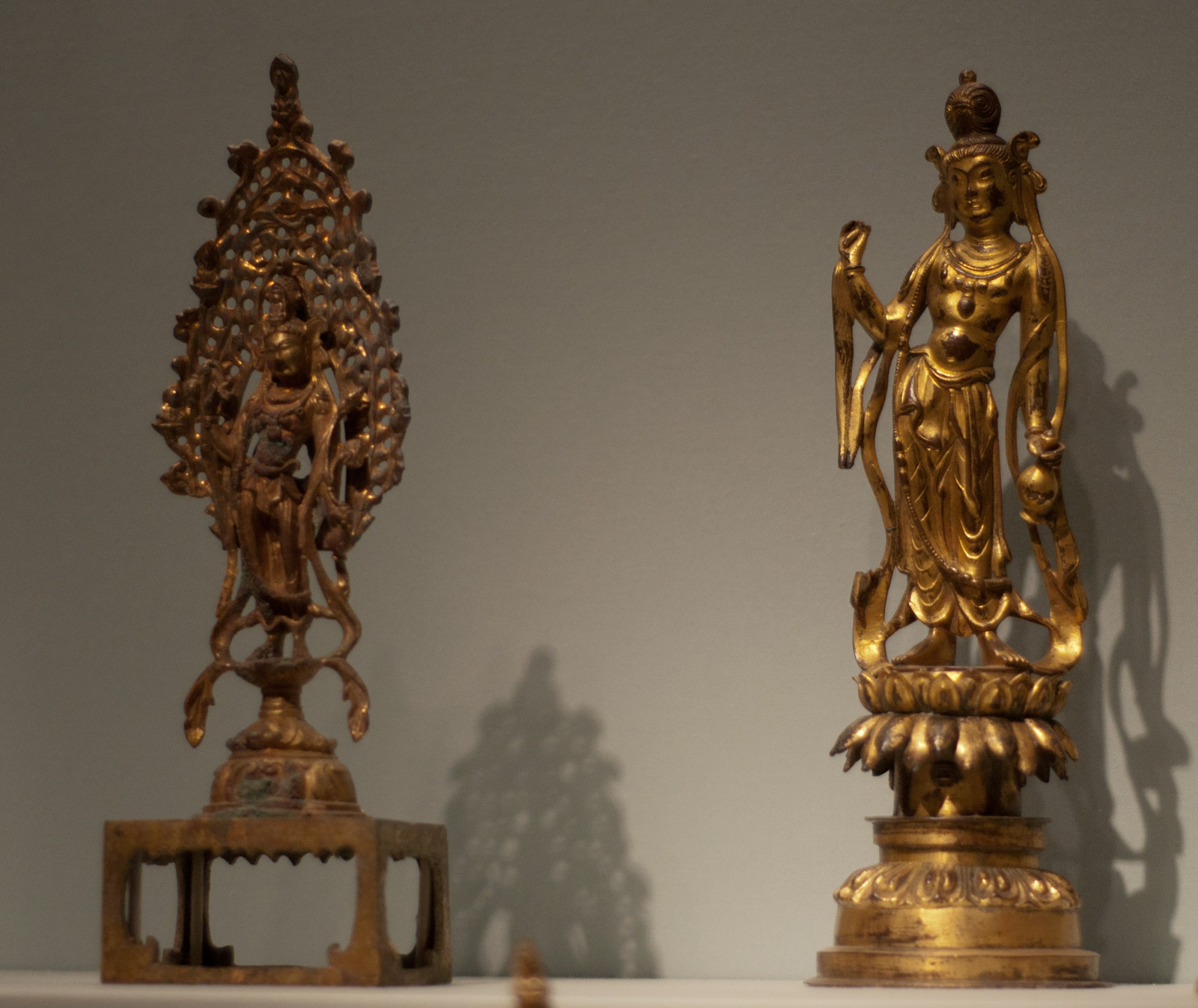
Statuette in bronzo dorato del bodhisattva Avalokiteshvara/Guanyin, VIII secolo e/o IX secolo, museo delle Arti asiatiche di San Francisco.
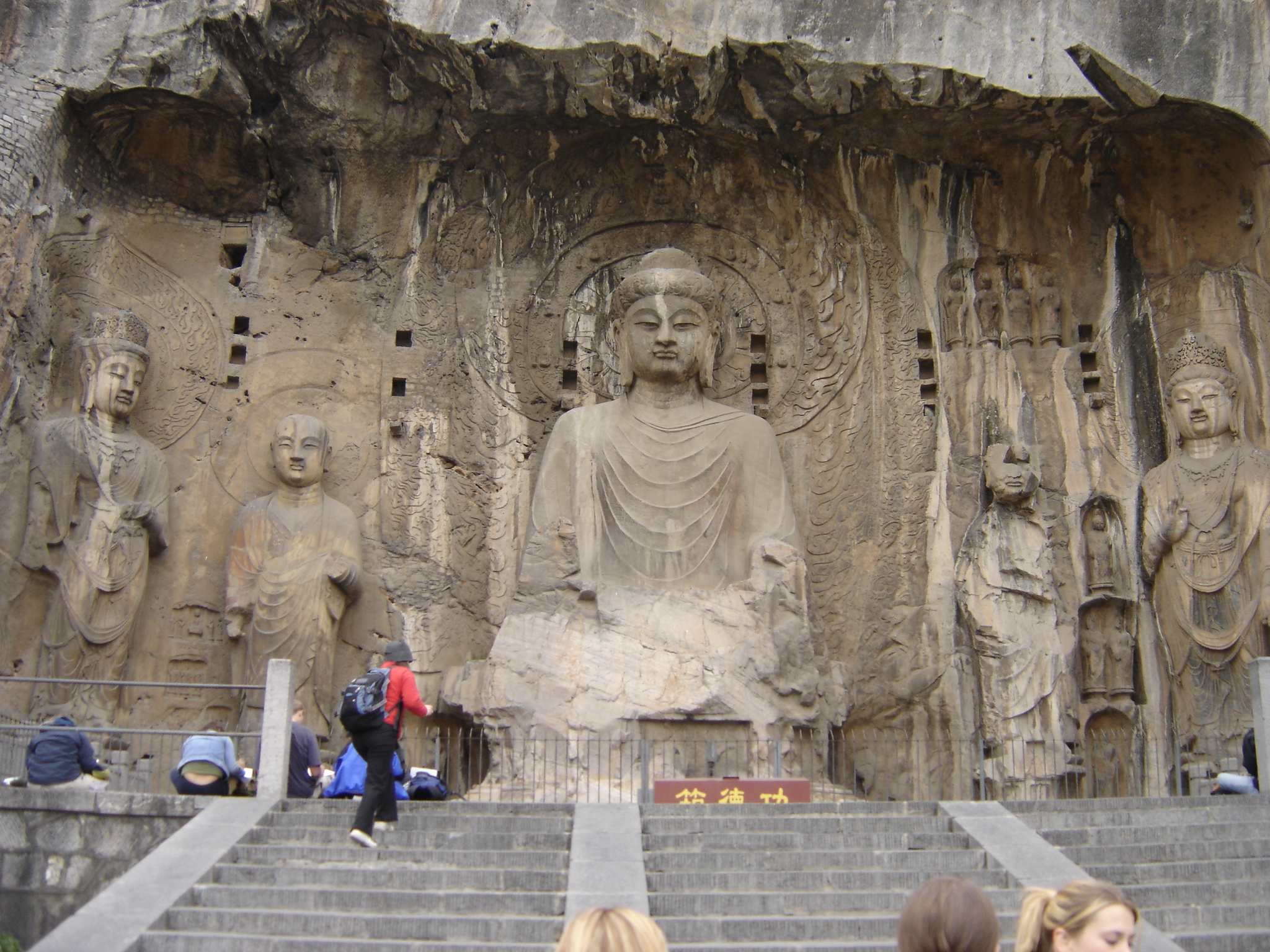
Budda e bodhisattva monumentali delle grotte di Longmen, VIII secolo.
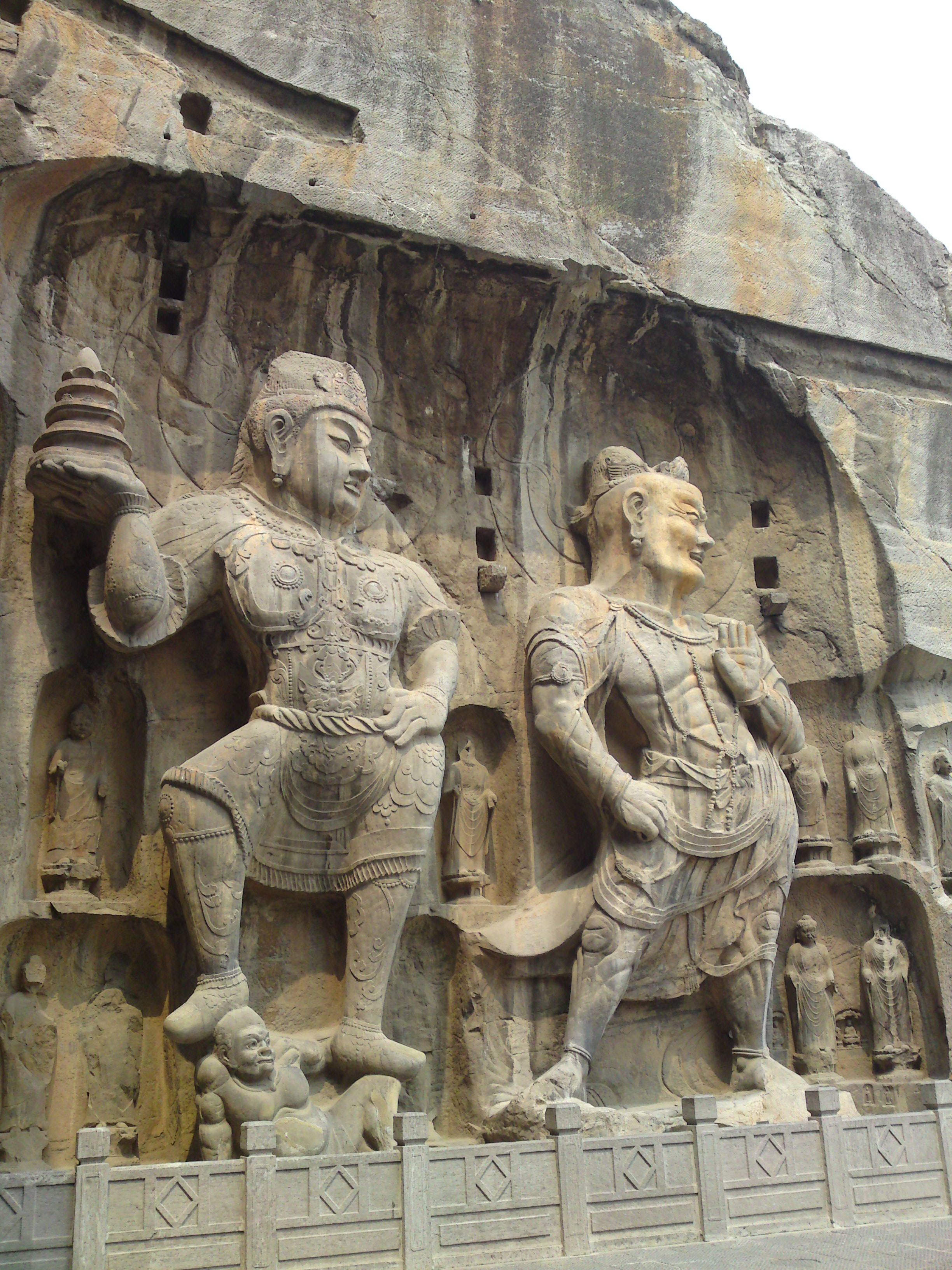
Statue monumentali di spiriti protettori sulle rocce delle grotte di Longmen, VIII secolo.

### Ceramica
La ceramica, profondamente segnata da influssi stranieri, si distingue per la grande varietà e l'estrema vitalità creativa. Le forme sono robuste e funzionali, l'utilizzazione delle brillanti vetrine colorate si generalizza ed è all'origine delle terrecotte dette a “tre colori” (san cai). La tecnica della porcellana si perfeziona: vasi e scodelle dai bordi rovesciati e lobati ne costituiscono le forme principali. I celadon di Yue (Zhejiang) raggiungono un alto livello di perfezione e vengono largamente esportati.